# Президенти-Бернардис (Сан-Паулу)
Президенти-Бернардис (порт. Presidente Bernardes)  —  муниципалитет в Бразилии, входит в штат Сан-Паулу. Составная часть мезорегиона Президенти-Пруденти. Входит в экономико-статистический  микрорегион Президенти-Пруденти. Население составляет 15 589 человек на 2006 год. Занимает площадь 753,743 км². Плотность населения — 20,7 чел./км².

## История
Город основан 2 ноября 1923 года.

## Статистика
- Валовой внутренний продукт на 2003 составляет 105.246.267,00 реалов (данные: Бразильский институт географии и статистики).
- Валовой внутренний продукт на душу населения на 2003 составляет 6.940,54 реалов (данные: Бразильский институт географии и статистики).
- Индекс развития человеческого потенциала на 2000 составляет 0,790 (данные: Программа развития ООН).